# Marc Garanger
Marc Garanger est un photographe et cinéaste français, né le 2 mai 1935 à Ézy-sur-Eure (Eure) et mort le 27 avril 2020 à Lamblore (Eure-et-Loir).
Il est connu pour ses portraits en noir et blanc d’Algériennes et Algériens, pris entre 1960 et 1962 pour le compte de l’Armée française, et pour lesquelles il reçoit le prix Niépce en 1966.

## Biographie
Marc Garanger est scolarisé chez les Frères des écoles chrétiennes à Dreux. Pour son bac en 1953, son père lui offre un Foca Standard.

En 1958, il devient photographe professionnel à l’Institut pédagogique de Lyon. Au cours de son service militaire effectué pendant la Guerre d’Algérie, de mars 1960 à février 1962, au 2e régiment d’infanterie stationné dans le secteur d’Aumale, il est nommé photographe du régiment. Il a 25 ans. Envoyé à Aïn Terzine, il en revient au bout de dix jours avec plus de deux mille portraits de femmes algériennes – qui ont été contraintes de se dévoiler – destinés à des photos d’identité. 

« Je me suis rappelé les photos de l’Américain Edward Curtis qui avait photographié à la fin du 19e siècle les indiens bousillés par le peuple américain. »

 Lors d’une permission, sur les conseils de Robert Barrat, ancien journaliste à Témoignage chrétien et directeur du bureau parisien de l’hebdomadaire Afrique Action, il passe clandestinement en Suisse et fait paraitre ses portraits de femmes algériennes dans L’Illustré qui publiera six images accompagnées d’un texte de Charles-Henri Favrod. Ces photos lui valent le prix Niépce en 1966. Il en tire un livre en 1982, Femmes Algériennes, 1960 chez Contrejour, réédité en 1989 puis en 2002. En 1984, Il publie au Seuil La Guerre d’Algérie vue par un appelé du contingent qui passe complètement inaperçu à l'époque et quand même ré-imprimé en 2001.
En 1964, il réalise un reportage sur les funérailles de Palmiro Togliatti à Rome avec son ami Roger Vailland.
En 1966, avec la bourse de son prix Niépce, il part en Tchécoslovaquie, de l’autre côté du rideau de fer.
Depuis, d’année en année, Marc Garanger réalise des reportages toujours plus à l’Est, dans presque toutes les Républiques de l’ex-URSS, jusqu’en Yakoutie.
En 2003 et 2004, il suit au Cambodge La chaîne de l’espoir, une association de chirurgiens qui opèrent les « enfants bleus » malades du cœur.
En 2004, il retourne pour Le Monde en Algérie à la rencontre des gens et des lieux qu’il a photographié quarante ans plus tôt.
En 2005, il est en résidence d’artiste au Foyer de travailleurs immigrés Rhin et Danube, à Lyon avant le départ du dernier occupant.
Photographe militant et engagé, il a été l’un des principaux acteurs du développement l’Union des photographes professionnels (UPP) et un artisan de la création de la Société des auteurs des arts visuels et de l’image fixe (SAIF).
Marc Garanger meurt à Lamblore le 27 avril 2020 à l’âge de 84 ans,.

## Prix et récompenses
- 1966 : prix Niépce[7],
- 1997 : prix de la Société de géographie Alexandre de La Roquette,
- 1997 : prix François Sommer de la Fondation de la chasse et de la nature,
- 2010 : prix du New York Photo Festival[11].

## Publications
Liste non exhaustive
- 1965 : Togliatti, L'Unita, Rome.
- 1980 : Turkmènes, Éditions Arthaud.
- 1982 : Femmes algériennes 1960, éditions Contrejour.
- 1984 : La Guerre d’Algérie, vue par un appelé du contingent, préface de Francis Jeanson, Éditions du Seuil.
- 1989 : Louisiane, entre ciel et terre, texte d'Yves Berger, Éditions Contrejour.
- 1989 : Strasbourg, cœur des rencontres, texte de Theodore Zeldin, Telling Éditions, pour le Conseil de l’Europe.
- 1990 : Femmes des Hauts Plateaux, Algérie 1960, texte de Leïla Sebbar, Éditions La Boite à Documents.
- 1992 : Regards vers l'Est, Éditions SP Métal, Paris.
- 1993 : Carnets Sibériens, texte de Jean-François Bouthors, Éditions du Griot,
- 1997 : Taïga, terre de chamans, texte de Roberte Hamayon, légendes de Catherine Garanger, Imprimerie nationale (Prix François-Sommer)
- 2003 : Russie, visages d’un empire, Éditions des Syrtes
- 2005 : L’Étranger, Éditions Bleu-Autour,
- 2005 : Images d’un village percheron, Préaux et les Préaliens, Écomusée du Perche, Saint-Cyr-la-Rosière.
- 2007 : Marc Garanger, retour en Algérie, avec Sylvain Cypel, Éditions Atlantica.

## Collections publiques
- Bibliothèque nationale de France[12], Paris ;
- Musée Réattu, Arles ;
- Le Château d’eau, Toulouse[3].

## Expositions, projections
- 1970 : Femmes algériennes, Maison de la Culture du Havre.
- 1971 : 54 photographies, Fnac-Étoile, Paris.
- 1981 : 
  - Turkmènes, Fnac-Forum, Paris.
  - L’Oiseleur, Galerie Canon, Paris.
  - Guerre d’Algérie/Révolution algérienne. Rencontres d’Arles.
- 1982 : 
  - Femmes algériennes 1960, Fondation nationale de la photographie, Lyon.
  - Galerie FNAC-Montparnasse, Galeries Canon à Genève et à Amsterdam.
- 1983 : 
  - Guerre d’Algérie, Douchy-les-mines
  - Vous avez dit rural ?, BPI, Centre Georges-Pompidou
  - Contemporary European Portraiture, Northlight Gallery, Arizona
- 1984 : Vie quotidienne des femmes en Algérie dans les années 1960, Saint-Quentin-en-Yvelines
- 1985 : La Famille à Valence, C.R.A.C. de Valence.
- 1986 : Marc Garanger, Château d’eau de Toulouse
- 1989 : Louisiane, Fondation Cartier, pour Kodak.
- 1992 : 
  - Regards vers l’Est, Galerie Picto-Bastille, Paris,
  - De la Bohème à la Sibérie, La Halle au blé, Saint-Malo
  - Slovaquie, Institut français de Bratislava
- 1993 : Rêves d’Est, rêves d’Ouest, Galerie Lab’Distribution, Paris.
- 1994 : Carnets Sibériens, Mairie de Saint-Ouen-l’Aumône
- 1995 : Identita e Alterita Femmes algériennes 1960 Biennale de Venise,
- 1996 : Taïga, terre des Chamans, Passage de Retz, Paris
- 1997 : 
  - Esprits et Chamans de la Taïga
  - Musée Chasse et Nature, Paris. Nancy, Toulon, Angers, Brest, Verneuil-sur-Avre
  - Le devoir de mémoire, Femmes algériennes 1960, Rencontres d’Arles
  - Aragon, le mouvement perpétuel, Femmes algériennes 1960, (collective), Fête de l’Humanité
- 1998 : Police Pictures au Museum of Modern Art de San Francisco Femmes algériennes 1960, (collective)
- 2000 : 
  - Femmes algériennes 1960, Musée de la photographie de Thessalonique, Grèce
  - Algérie 1960-1961 - Femmes algériennes / La Guerre d’Algérie vue par un appelé du contingent, Théâtre de l’Agora d’Évry
- 2001 : 
  - Femmes algériennes 1960/ La Guerre d’Algérie, 7 0FF Nice
  - Esprits et chamans de la Taïga, Saint-Ouen-l’Aumône
- 2002 : 
  - Femmes algériennes 1960/ La Guerre d’Algérie, Chilly-Mazarin, Fleury-Mérogis, Toulouse
  - Afrique de l’Ouest, le passé au quotidien ICRONOS, Bordeaux
- 2003 : 
  - Veil (collective), Royaume-Uni
  - Russie, Librairie Le Globe, Paris
- 2004 : Photographier la Guerre d’Algérie, (collective), Patrimoine photographique, Hôtel de Sully
- 2005 : Guerre d’Algérie, Femmes algériennes 1960, Tampere, Finlande
- 2006 : 
  - Préaux, 108 portraits des villageois devant leurs maisons, Abbaye de Sainte-Gauburge, Écomusée du Perche, Saint-Cyr-la-Rosière
  - 23e Sommet Afrique-France à Bamako.
  - Projection : Retour en Algérie pour les Gens d’images, le 28 septembre, à la MEP
- 2007 : exposition Ideqqi, art de femmes berbères, Musée du Quai Branly.
- 2008 : exposition Ideqqi, Musée de la Civilisation à Québec. 9 portraits de femmes berbères tirées en  2,25×2,25 m, jusqu’en mars 2009,
- 2009 : Projection : Russie pour les Gens d’images, le 26 février, à la MEP
- 2010 : Les Arbres remarquables de la forêt de Senonches, Rémalard
- 2019 : Photographier l’Algérie, exposition collective, Institut du monde arabe Tourcoing[13]
- 2021 : Marc Garanger : Portraits du monde : Hommage par Martin Garanger et Hervé Nègre, Galerie A,  Saint-Étienne, du 1er au 25 septembre[14].

## Filmographie
Liste non exhaustive
- 1988 : Regard sur la Planète, 54 000 photographies de Marc Garanger, Laserdisc, Éditions Futur-Vision, Paris.
- 1989 : Louisiane, entre ciel et terre, texte d'Yves Berger, Laserdisc, Éditions Futur-Vision.
- 1991 : Vallée de la Mort, Las Vegas et le Grand Canyon, Laserdisc, Éditions Futur-Vision,
- 1996 : Taïga, terre des Chamans, avec Catherine Garanger, 52 min, France 3 - ADR Productions.
- 1999 : Ako Senze, les rois dans la République de Côte d’Ivoire, avec Claude-Hélène Perrot, 52 min, CNRS, diffusé sur TV5 Afrique.
- 2001 : Abandonnez-nous, parole de Georges Niangoran Bouah, 26 min, diffusé sur TV5 Afrique.

## Documentaire
- Vivre avec son œil, un portrait du photographe Marc Garanger, de Naïs Van Laer, 2016, Sanosi Productions, 54 min[15],[16].

### Portfolio
- « Femmes algériennes », Portfolio, Galerie Binôme, Paris.

### Vidéogramme
- Une minute pour une image - Femme Algérienne, Agnès Varda, 2 min.